# Kazimierówka (przystanek kolejowy)
Kazimierówka – przystanek Warszawskiej Kolei Dojazdowej, położony przy ul. Kazimierzowskiej we wsi Owczarnia w gminie Brwinów, tuż przy granicy administracyjnej z miastem Milanówek.
W roku 2022 dzienna wymiana pasażerska na przystanku wyniosła 150-199 osób.
Przystanek został wyremontowany pod koniec 2004 roku wspólnie przez gminę Brwinów i WKD.
| Linia | Trasa                                                                                                   | Takt       |
| ----- | --- | ---------- |
|       | Warszawa Śródmieście WKD - Pruszków WKD - Podkowa Leśna Główna - 'Kazimierówka - Grodzisk Maz. Radońska | 30/60 min. |

## Opis przystanku

### Peron
Stacja składa się z jednego peronu bocznego posiadającego jedną krawędź peronową. Powierzchnia peronu pokryta jest kostką brukową. Na peronie znajduje się blaszana wiata przystankowa z ławkami

### Punkt sprzedaży biletów
Na terenie przystanku dostępny jest biletomat umożliwiający zakup biletów jednorazowych i okresowych.

### Przejazd kolejowo-drogowy
Na zachodniej głowicy peronu, przy wejściu na przystanek, znajduje się przejazd kolejowo-drogowy. Położony jest w ciągu ul. Kazimierzowskiej.